# Johannes Hatzfeld

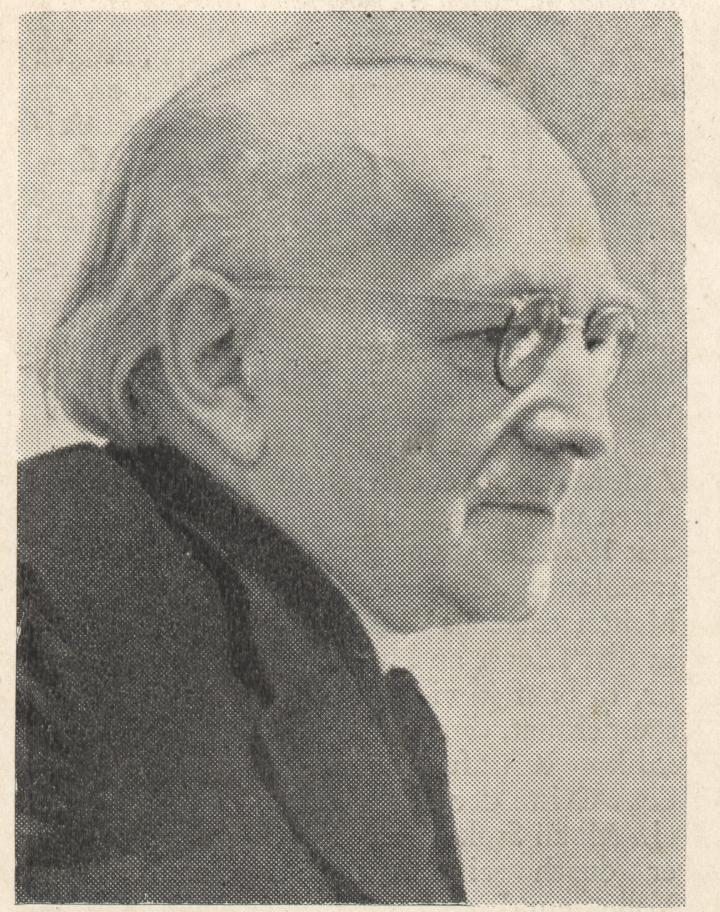
Johannes Hatzfeld

Johannes Hatzfeld (* 14. April 1882 in Benolpe (Sauerland); † 5. Juli 1953 in Paderborn) war katholischer Priester, Musiker und Schriftsteller.

## Familie
Die Eltern Johannes Hatzfelds waren der Bäcker, Land- und Gastwirt Peter Hatzfeld genannt Liese aus Benolpe und Maria geborene Dobbener, gebürtig aus Altenhundem (heute Lennestadt).

## Beruflicher Werdegang
Johannes Hatzfeld studierte Theologie, Kunstgeschichte und Musik in Paderborn und München. 1906 empfing er im Paderborner Dom das Sakrament der Priesterweihe. Seine erste Vikarstelle war an St. Marien in Klein Oschersleben. Anschließend wurde er nach Friedrichroda, dann 1912 als Vikar nach Sandebeck versetzt. In Magdeburg erfolgte ein Studium der Musiktheorie. 1914 wurde er nach Paderborn versetzt und wirkte als Religionslehrer an der Höheren Mädchenschule. In den 1930er Jahren übte er die Funktion des Schriftleiters der Paderborner Bistumszeitung Leo aus.
Die Universität München verlieh Johannes Hatzfeld 1931 die Ehrendoktorwürde. 1950 wurde er zum päpstlichen Geheimkämmerer und 1952 zum Ehrenbürger der Stadt Paderborn ernannt.

## Musikalisches Schaffen
Johannes Hatzfeld wirkte nach seiner Versetzung nach Paderborn als Kulturreferent im Volksverein für das katholische Deutschland (Sitz Mönchengladbach). Er gab die beiden Musikreihen Musik im Haus und Musica orans heraus, die im Volksvereinsverlag erschienen und es auf über 200 Ausgaben brachten. Er selbst veröffentlichte Volksliedsammlungen wie das Liederbuch Tandaradei, das es auf eine Gesamtauflagenhöhe von 200.000 Exemplaren brachte. Eigene Volksliedsätze brachte er für alle Chorgattungen heraus. In der Kirchenmusik tat er sich als Erneuerer der katholischen Kirchenmusik hervor. Johannes Hatzfeld war 1927 Gründungsmitglied der Internationalen Gesellschaft für Erneuerung der katholischen Kirchenmusik. Er trat als nachhaltiger Befürworter der Musikrichtung der sogenannten Kölner Schule mit ihren bedeutenden Komponisten Heinrich Lehmacher, Hermann Schroeder und Kaspar Roeseling auf. Auch der Augsburger Komponist Karl Kraft bezeichnete Hatzfeld als einen seiner großen Förderer, da etliche seiner Frühwerke zum ersten Mal in den Reihen des Volksvereinsverlags publiziert wurden. Aufgrund seiner Nähe zu Hatzfeld wird auch er häufig zur Kölner Schule gerechnet, was stilistisch aber ungenau ist.
Eigene kirchenmusikalische Chorkompositionen erschienen in den Werken Cantual für gemischten Chor und Hymnar für Männerchor, die von Gustav Schauerte herausgegeben wurden. Eigene Publikationen dieser Art waren die Werke Resonet – Alte deutsche Weihnachtslieder, Rosa mystica – Neun Marienlieder, Gesänge für die Hauptfeste des Kirchenjahres und Gesänge zur stillen Messe nach alten deutschen Kirchenliedern, jeweils für vierstimmigen Chor.

## Schriftstellerische Tätigkeit
Als Schriftleiter der Bistumszeitung „Leo“ veröffentlichte Johannes Hatzfeld allwöchentlich katechetische Texte zu den Lesungen des Sonntags. Um katechetische Betrachtungen handelt es sich außerdem bei den Werken Gottesfrühling (1939), Heiliger Aufgang (1939), Vom Reiche Gottes (1940) und Die acht Seligkeiten in unserer Zeit (1948).

## Sammlung Johannes Hatzfeld
Da aufgrund der Einwirkungen des Zweiten Weltkriegs ein persönlicher Nachlass von Johannes Hatzfeld nicht vorhanden ist, wurde im Gemeindearchiv Kirchhundem eine Sammlung mit Veröffentlichungen von und über ihn angelegt, die ständig gepflegt und erweitert wird.